# Lago Wigry
Il lago Wigry è un lago della Polonia.